# Roshtkhvar
Roshtkhvār (farsi رشتخوار) è il capoluogo dello shahrestān di Roshtkhvar, circoscrizione Centrale, nella provincia del Razavi Khorasan in Iran. Aveva, nel 2006, una popolazione di 5.123 abitanti. Si trova a sud di Mashhad.